# Астрономічна обсерваторія Шуменського університету
Астрономічна обсерваторія Шуменського університету (болг. Астрономическата обсерватория на Шуменския университет) розташована в природному парку Шуменське плато на висоті 493 м над рівнем моря. Будівля була відкрита 29 жовтня 2015 року, а після встановлення телескопів обсерваторія відкрилася 19 травня 2016 року.
З червня 2016 року астрономічна обсерваторія має статус науково-дослідного та навчального комплексу Шуменського університету. З початку 2017 року обсерваторія відкрита для відвідування вдень і вночі.
Астрономічна обсерваторія має два автоматизовані куполи ScopeDome діаметрами 5,5 м і 3 м, а також телескопи Шмідта-Кассегрена з апертурою 40 см і 25 см.
Куполи і телескопи обсерваторії розташовані на даху будівлі. На першому поверсі розташовані конференц-зал на 20 місць і виставковий зал з експозицією старовинних приладів для астрономії, фізики, комп'ютерних технологій, експозицією мінералів. На другому поверсі розміщено аудиторію для теоретичних і практичних занять з астрономії та сервер для керування телескопами.